# Сюй Сякэ
Сюй Сякэ (кит. 徐霞客, пиньинь Xú Xiákè, 5 января 1587 — 8 марта 1641) — китайский путешественник, писатель

 времен династии Мин.

## Биография
Родился 5 января 1587 года в уезде Цзянъинь (современная провинция Цзянсу). При рождении получил имя Хунцзу 弘祖. Сын Сюй Юйаня (徐豫庵) и Ван Жужэнь (王孺人). С 1607 года вместе со слугой Гу Сином (顧行) более 30 лет путешествовал по самым отдаленным и диким частях империи, терпя множество бед и страданий, в частности голод и грабежи. Часто ему помогали местные учёные или монахи, которые заказывали написание истории их монастырей. Умер 8 марта 1641 года.

## «Дневник Странствий»
Во время путешествий Сюй Сякэ ежедневно записывал свои наблюдения. Его труд состоял из 404 тысяч иероглифов. Часть из этих записей была утеряна еще при жизни автора, который часто дарил записи своим знакомым, которые их не возвращали. Сюй Сякэ умело анализировал топографические детали, открыл некоторые закономерности в расположении горных и речных систем Китая. Его главное научное достижение состоит в:
- выявлении того, что река Цзиньшацзян является верхней частью реки Янцзы. Этот факт долго оставался неизвестным из-за огромного размера обходного пути, который она совершает вокруг гор Лунаньшань на юг от уезда Нинъюань;
- установлении факта, что Нуцзян (Салуин) и Ланьцанцзян (Меконг) — разные реки;
- открытии истинного истока Западной реки (Сицзян) в Гуйчжоу (современная провинция Гуандун).

Он подробно описал гору Шигу и Академию Шигу (Хунань, город Хэнъян). Эта информация оказала большую помощь при реставрации Академии Шигу, которая состоялась в 2006 году.